# 呉鳥斎
呉鳥斎（ごちょうさい、生没年不詳）とは、江戸時代の浮世絵師。

## 来歴
師系・経歴不明。作画期は文政から天保の頃にかけてで、人情本の挿絵を残している。

## 作品
- 『恋の萍』　人情本　※司馬山人作、文政12年（1829年）刊行
- 『仇競今様櫛』　人情本　※紀山人（二代目十返舎一九）作、天保元年（1830年） - 天保4年（1833年）刊行